# 제이미 벤
제이미 랜돌프 벤(영어: Jamie Randolph Benn, 1989년 7월 18일~)은 캐나다의 아이스하키 선수로 포지션은 레프트윙이다. 현재 내셔널 하키 리그(NHL)의 댈러스 스타스의 주장으로 뛰고 있다. NHL 수비수인 조디의 동생으로 하위 주니어 리그인 밴쿠버 아일랜드 주니어 하키 리그(VIJHL)인 페닌슐라 팬서스와 브리티시컬럼비아 하키 리그](BCHL)의 빅토리아 그리즐리스에서 유소년 선수 생활을 했다. 이 시기에 팀의 주요 공격수로 활약하여 2006년과 2007년에 VIJHL 신인상, BCHL 신인상을 수상했다. 2007년에 상위급 주니어 리그인 웨스턴 하키 리그(WHL)의 켈로나 로키츠에 입단했다. 켈로나 로키츠 입단 3개월 전에는 2007년 NHL 드래프트에서 댈러스 스타스의 지명을 받았으며, 켈로나 로키츠에서 2년 동안 활동하며 2008년에 에드 치노웨스 컵 우승을 달성한 후 2009년에 댈러스 스타스에 합류했다. NHL 드래프트 하위권 지명자였지만 얼마 안 가 팀의 주전이 되었으며, 2013년 9월에는 댈러스 스타스의 주장이 되었다. 같은 해에 타일러 세긴과 공격 페어를 구성했으며, 매 시즌마다 NHL에서 손꼽히는 득점자가 되었다. 2015년에는 NHL 정규 시즌 득점왕에게 주는 아트 로스 트로피를 수상했다.
2009년 세계 주니어 선수권 대회에서 금메달을 획득했으며, 2014년 동계 올림픽에서 캐나다 국가대표팀 소속으로 금메달을 획득했다.